# Gulielma Lister
Pour les articles homonymes, voir Lister.
Gulielma Lister (28 octobre 1860 – 18 mai 1949) est une botaniste et mycologue anglaise, reconnue pour ses travaux sur les mycétozoaires,.

## Biographie
Gulielma Lister est née à Leytonstone, Angleterre le 28 octobre 1860. Elle est l’une des sept enfants de Susanna et Arthur Lister (en), un botaniste et marchand de vin,. Son grand-père, Joseph Jackson Lister (en) est un physicien et opticien connu pour son développement du microscope optique, et son oncle Joseph Lister, est un chirurgien britannique vulgarisateur du principe d’antisepsie,. Gulielma Lister reçoit une éducation privée, sauf une année au Bedford College. 
Gulielma Lister passe sa vie à Leytonston et dans la maison familiale à Lyme Regis, où elle conduit la majorité de ses recherches. Gulielma Lister décède à Leytonstone le 18 mai 1949 d’un AVC. Une plaque commémorative à son nom est visible au Wanstead Quaker Meeting House à Leytonstone, où ses cendres furent dispersées.

## Recherches en botanique et mycologie
Gulielma Lister partage avec son père un intérêt pour l’étude des mycétozoaires, et assiste ses travaux en laboratoire et sur le terrain. Elle l’assiste dans l’écriture et publication en 1894 de Monograph of Mycetozoa, qu’elle révise et augmente lors de deux rééditions en 1911 et 1925. Ces rééditions contiennent notamment des illustrations à l’aquarelle réalisées par Gulielma Lister. Bien qu’elle n’ait jamais eu de poste officiel, elle travaille également aux côtés de son père sur les collections du Musée d'histoire naturelle de Londres. Elle établit le catalogue des collections botaniques des jardins de Kew, du Muséum national d'histoire naturelle à Paris et de l’université de Strasbourg.
À partir de 1903, Gulielma Lister est un membre actif de la Société mycologique britannique, et fait partie des 100 premiers membres fondateurs de la société. Elle en est présidente de 1912 à 1932, et son implication au sein de la société est officiellement reconnue en 1924, lorsqu’elle en est élue membre honoraire. De 1916 à 1919, elle est également présidente du Essex Field Club, devenant la première femme à tenir cette position,,. À partir de 1919, elle devient vice-présidente du club de façon permanente. Elle est également membre du conseil de la société Linnéenne (1915-1917, 1927-1931), et en devient vice-présidente de 1929 à 1931. 
Gulielma Lister correspond avec de nombreux autres mycologues de son temps, notamment avec l’Empereur du Japon, qui lui envoie deux vases en émail en remerciement de son aide dans ses recherches. Elle apprend le Polonais afin de lire les travaux de Jósef Tomasz Rostafinski sur les myxogastria en Europe. Elle contribue à plusieurs inventaires botaniques, notamment celui de l’île de Clare de l’académie royale d’Irlande de 1909 à 1911. 
Les collections mycologique et botanique de Gulielma Lister sont préservées au Musée d'histoire naturelle de Londres, au Stratford Museum et aux jardins de Kew. Elle fait dons de 74 cahiers de recherches, documentant ses travaux et ceux de son père à la Société mycologique britannique, qui les cède ensuite au Musée d'histoire naturelle de Londres.